# تانسیلا

تانسیلا شهری در شهرستان تانسیلا در استان بانوا در بورکینافاسوی غربی است و جمعیت آن ۳,۸۷۶ نفر است.